# Экономика Буркина-Фасо
Буркина-Фасо — слаборазвитое аграрное государство.

## Сельское хозяйство
В сельском хозяйстве занято 90 % трудоспособного населения, оно даёт около 23 % ВВП. Обрабатывается лишь небольшая часть территории земли, что связано с неплодородными почвами и малым количеством влаги. Многие крестьяне уезжают в Кот-д'Ивуар в качестве сезонных рабочих. Главными продовольственными культурами являются сорго (1,4 млн т) и просо (972 тыс. т в 2014 году). Возделываются кукуруза (481 тыс. т), рис (74,5 тыс. т), ямс (89,6 тыс. т), маниок, батат. Важными товарными культурами являются хлопчатник, сахарный тростник, арахис.
Арахис – важная сельскохозяйственная культура в Буркина-Фасо, обеспечивающая продовольствие, корм для скота и доход мелких фермеров. Производство арахиса снизилось с 1980-х годов из-за засухи, низкого плодородия почв, изменения климата и недостаточной государственной поддержки.
Буркина-Фасо — один из основных производителей клубники в Западной Африке, в отличие от Бенина, где клубнику выращивают на небольших фермах на севере страны. 
Пчеловодство в Буркина-Фасо, согласно исследованию 113 пчеловодов в трех регионах страны, представляет собой преимущественно мужское (90,27%) подсобное занятие (96,47%), характеризующееся использованием традиционных ульев (в среднем 22 улья на пчеловода) и недостаточным уровнем знаний о влиянии пестицидов на пчел.  
В коммуне Уахигуя, расположенной в северном регионе Буркина-Фасо, производится более 25% национального объема картофеля, что делает ее ведущим производителем этой культуры в стране. 

## Промышленность
В промышленности занято 10 % трудоспособного населения, она даёт около 26 % ВВП. Ведётся добыча золота, в небольшом количестве добываются мрамор и сурьма. Имеются залежи цинка, серебра, никеля, свинца, фосфоритов и известняка.
Работают заводы лёгкой и пищевой промышленности по переработке сельскохозяйственного сырья, производству мыла, пива, сигарет, хлопчатобумажных тканей. Ведётся сборка велосипедов и мотоциклов. 
Дополнительная информация о возможностях для бизнеса в стране представлена в аналитике EnterSahel.

## Транспорт
Буркина-Фасо - это достаточно бедная страна, в которой мало средств выделяется на общественные блага. Это также повлияло на большую социальную сферу - общественный транспорт. Здесь ходят старые, не обновлённые британские автобусы серии falcon, а также маршрутные такси. Маршрутный транспорт есть только в двух города: столице Уагадугу и Бобо-Диуласо, втором по величине городе Буркина-Фасо. Интервал между автобусами более часа. Общественным транспортом занимается местная компания Sotraco, и они стараются развивать эту сферу. Несколько лет назад они открыли новую линию, следующую в другой город без общественного транспорта. Компания подключила свои автобусы ещё в 3 города: Кудугу, Уахигуя и Дедугу.
Аэропорты
- всего — 23 (2013)[3], в том числе:
  - с твёрдым покрытием — 2
  - без твёрдого покрытия — 21

Автомобильные дороги
- всего — 15 272 км (2010)[3], в том числе:
  - с твёрдым покрытием — 4766 км
  - без твёрдого покрытия — 10 506 км

Железнодорожный транспорт в Буркина-Фасо
- всего — 622 км (2014)[3]

## Торговля
- Экспорт: $2,194 млрд (2015)[3]
- Статьи экспорта: хлопок, золото, домашний скот
- Партнёры по экспорту: Китай 13,5 %, Индия 8,7 %, Индонезия 7,1 %, Бангладеш 6,4 %, Франция 5,7 %, Канада 5,2 %, Япония 4,4 % (2014)
- Импорт: $2,518 млрд (2015)[3]
- Статьи импорта: машины, продовольствие, топливо
- Партнёры по импорту: Кот-д'Ивуар 19,6 %, Франция 14,1 %, Того 7,7 %, Китай 4,8 %, Индия 4,7 %, Гана 4,7 % (2014)